# 村山仁志
村山 仁志（むらやま ひとし、1968年7月19日 - ）は、長崎放送（NBC）のアナウンサー、NBCラジオ佐賀放送局の局長。作家としても活動している。

## 経歴
長崎県長崎市出身。児童文学作家の村山早紀は実姉、父親（故人）は元海上自衛官。
長崎県立長崎西高等学校、日本大学芸術学部卒業後、1992年入社。
翌1993年、佐賀放送局に配属、ラジオ番組を担当した。
1999年、長崎本社に戻った後も、2012年春までと2020年以降は主にラジオ番組を担当していた。
2009年、三井雷太（みついらいた）というペンネームで小説家デビュー。2014年以降は、本名で執筆。
2023年4月、局長として24年振りにラジオ佐賀へ再赴任。

## アナウンサー以外の活動
似顔絵を得意としており、『ラジDONサタデー』パートナーのごうまなみが出版したエッセイ『勇歩と私とラジオな人々』の表紙と挿絵は彼が描いたものである。
佳山明生のベストアルバム『佳山明生ベスト〜やすらぎ〜』のジャケットイラストも手がけた。
脚本家・演出家としても活動している。
『満腹ワイド ラジDONぶり』冒頭の寸劇「お茶の間劇場」は、村山が書き下ろした脚本である。
2009年、三井雷太（みついらいた）というペンネームで執筆した小説『パラダイスロスト』で、学研の第1回メガミノベル大賞金賞を受賞し、小説家デビューした。
『電撃ホビーマガジン』で2011年より2013年まで「きかラジコラム」を連載（28回で終了）。イラストは西村誠芳ら、『きかせられないラジオ』に縁の深い作家陣らが担当した。
2013年7月、高浪慶太郎のユニット「プレイタイム・ロック」1stアルバム『Play Time』に作詞で参加。
2024年5月 - 10月、佐賀新聞の創刊140周年記念作品として、小説『午前0時のラジオSAGA』を毎日連載。挿絵も本人が担当した。

### 作品

#### 書籍
- パラダイスロスト（2009年9月29日、学習研究社）ISBN 978-4-05903-538-1 ※三井雷太名義[12]
- 午前0時のラジオ局（2014年7月9日、PHP文芸文庫）ISBN 978-4-56976-210-4[13]
- 夏服少女からの伝言 午前0時のラジオ局（2015年1月8日、PHP文芸文庫）ISBN 978-4-56976-297-5[14]
- 星空のオンエア 午前0時のラジオ局（2015年7月7日、PHP文芸文庫）ISBN 978-4-56976-397-2[15]
- アゲイン 〜私と死神の300日〜（2015年12月1日、TO文庫）ISBN 978-4-86472-442-5[16][17]
- 事件記者・星乃さやかの涙（2017年4月28日、PHP文芸文庫）ISBN 978-4-569-76734-5[18]
- 魔法の声 〜長崎東山手放送局浪漫〜（2020年12月19日、ことのは文庫）ISBN 978-4-86716-094-7[19]
- 午前0時のラジオ局 満月のSAGA（2025年3月7日、PHP研究所）ISBN 978-4-569-90472-6

#### 未収録作品
- 午前0時のラジオ局〜ノクターンをもう一度〜（2015年9月） - 書き下ろし短編。著者HPにて公開[20]
- 軍艦島1973 －僕たちのあの島へ－（2016年11月、実業之日本社） - 書き下ろし短編[21]
- 白銀の輪舞（ロンド）（2022年2月3日 - 25日） - 未発売長編小説。配信サイト「note」にて公開[22]
- 午前0時のラジオ局 番外編＜真夜中の訪問者＞（2023年2月） - 書き下ろし短編。noteにて公開[23]

#### 連載
- 小説「午前0時のラジオSAGA」（2024年5月 - 10月、佐賀新聞） - 佐賀新聞創刊140周年記念作品として毎日連載。挿絵も本人が担当。[24]

#### ラジオドラマ
- 午前0時のラジオ局 ラジオ版〜佳澄のひとり語り〜（2014年12月15日 - 、NBCラジオ、全6回〈6夜連続〉） - 脚本[25]
- 台湾版ラジオドラマ「午前0時のラジオ局」（2016年4月18日 - 20日、台湾版出版） - 出版社のFacebookにて公開[26]にあたり、台湾の出版社・皇冠文化集團が制作）[27][28]
- 午前0時のラジオ局〜ノクターンをもう一度〜（2016年4月25日、大原さやか朗読ラジオ「月の音色〜radio for your pleasure tomorrow〜第53回」）[29]
- 午前0時のラジオ局（2017年2月6日・13日・20日・27日、文化放送《青山二丁目劇場》）[30][31] ※第4話にアナウンサー役でカメオ出演
- NBC創立70周年記念特別企画 AKB48×NBCラジオ3時間スペシャル 特別企画③『小栗有以・坂口渚沙・小林蘭の…ひろゆきをビビらせたい』内スペシャル怪談ドラマ（2022年6月12日、NBCラジオ） - 脚本[32][33]

#### 舞台作品
- 宝塚歌劇団宙組公演「Young Bloods!! －Cosmo∞（コスモ無限大）－」（2006年8月31日 - 9月5日、宝塚バウホール） - 第1部脚本協力[34][35]
- 舞台『午前0時のラジオ局』（2023年3月2日 - 12日：銀座 博品館／17日 - 19日：松下IMPホール／21日 - 22日：長崎市民会館）[36]
- 朗読劇「午前0時のラジオSAGA －前夜－」（2025年1月11日：会場／浪漫座（佐賀市・旧古賀銀行） - 原作・脚本[37]
- 舞台『午前0時のラジオ局 －満月のSAGA－』（2025年5月29日 - 6月10日：銀座 博品館／6月13日 - 15日：佐賀市文化会館）[38]

## 人物・エピソード
10代の頃から、科学者・小説家・漫画家・医者・弁護士となりたい職業が多く、ひとつに絞り切れず「大学進学後に決めよう」と考えた。複数の大学を受験したが、日本大学芸術学部のみ合格。マスコミへの就職に強い同大学に受かったことで「これは神様がアナウンサーになれと言っているということか」と啓示を受けたと思い、アナウンサーを目指すようになる。のちに、アナウンサーを目指すようになったのは、久米宏への憧れもあったと話している。入学式の翌日、放送学科教授の新堀俊明（元TBSアナウンサー）の元を訪れ、「自分は絶対にアナウンサーになりたい」と熱く伝えると「君のような子が一番気持ち悪い」と言われる。新堀曰く、アナウンサーになりたいと目をぎらつかせていたり、放送研究会などに入ってその気になっている子が放送業界の人間からしてみると胡散臭く感じるとのこと。そこで「大学4年間はアナウンサーとは全く関係ないことをやりなさい」と言われる。そして村山本人は経験が無いながらもミュージカル研究会に入部、演者としてだけではなく、脚本も執筆していた。宝塚歌劇団に所属する演出家の藤井大介はミュージカル研究会の同期である。2006年秋に宝塚歌劇団宙組が上演した「Young Bloods!! －Cosmo∞（コスモ無限大）－」は、村山が大学時代に書いた脚本をもとに、藤井が宝塚用に改作したものである。
アナウンサーになるべく就職活動では、東京のキー局を中心に試験を受験したが叶わず、とある地方局1社から内定を貰った。しかし「どうせ地元局勤務をするのであれば地元の長崎が良い。親孝行も出来る」と考え、その内定は辞退し、長崎放送を受験。面接試験において「他局から内定を貰っているのではないか」と指摘されたが、辞退をした旨を伝え「長崎放送を受験するにあたり、他局の内定を持ったまま（ここに来たら）だと失礼にあたるからです」と回答した。
永六輔や森山周一郎、琴欧洲、ささきいさおなどの物まねを頻繁に披露している。
2002年には林田繁和アナとトークライブ「トーキングセッション男子アナ天国」を企画、さらにこのトークショーがNBCアナウンサー総出演のイベント「アナアナ大作戦」に発展した。村山アナはすべての舞台で企画・演出を手がけており、2011年まで毎年秋の名物行事であった。
『想い出の花束』で披露する1980年代のアイドル・アーティスト、または1970年代から1980年代の子供向け番組に関するマニアックな薀蓄はほぼ村山アナの体験と記憶で蓄積したものである。日本発売の半年前に「恋のマイアヒ」をオンエアしている。
以前、MBS・TBS系列で共同制作されていた全国高校ラグビー大会の長崎代表校の試合を中心に、2回戦まで担当していたことがある。
2011年、JNN・JRN系列で優秀なアナウンサーに与えられるアノンシスト賞の「ラジオフリートーク部門最優秀賞」受賞。
2018年、第55回ギャラクシー賞ラジオ部門DJパーソナリティ賞受賞。2019・2022年に、第56・59回ギャラクシー賞総合司会担当。

## 担当番組
NBCテレビ
NBCラジオ
- 局名告知（オープニング、クロージングともに担当）
- あさかラ!（木・金）
  - 2023年4月からは佐賀担当。それ以前の長崎時代は月曜から水曜を担当していた

過去の担当番組
「あっ!ぷる」と「げなパネ!」、TBS制作で長崎担当リポーターであった「THE TIME,」以外は、いずれもラジオ番組である
- 村山君のミトコンドリア（日）
- 村山仁志のファイヤー!電リク（日）
- TOY BOX RADIO
- 午後が大好き!もぎたてラジオ
- 満腹ワイド ラジDONぶり（木、金）
- ラジDONサタデー 奥様と村山のドラマチックな昼下がり（土）
- 想い出の花束（月 - 金）
- あっ!ぷる（テレビ番組）2012年4月 - 2014年3月
- 情報コンビニ 午後ゴGO!!（月 - 水）
- きかせられないラジオ（土） - 休止中
- げなパネ!（水）ナレーション
- THE TIME,（2022年4月21日[47] - ）
- NBCニュース※テレビ・ラジオ[48]
- V・ファーレン長崎ホームゲーム中継